# Equação mestre
Em física e química e campos relacionados, equações mestre são usadas para descrever a evolução no tempo de um sistema que pode ser modelado como estando em um exato número contável de estados a qualquer tempo dado, e onde a divisão entre estados é tratada probabilisticamente. As equações são usualmente um conjunto de equações diferenciais para a variação no tempo das probabilidades que tal sistema ocupa em cada diferente estado.

## Introdução
Uma equação mestre é um conjunto fenomenológico de equações diferenciais de primeira ordem[carece de fontes?] descrevendo a evolução no tempo (usualmente) da probabilidade de um sistema ocupar cada um dos conjuntos discretos de estados[carece de fontes?] com respeito a uma variável contínua de tempo t. A mais familiar forma de uma equação mestre na forma de matriz:
{\displaystyle {\frac {d{\vec {P}}}{dt}}=\mathbf {A} {\vec {P}},}
onde {\displaystyle {\vec {P}}} é um vetor coluna (onda elemento i representa estado i), e {\displaystyle \mathbf {A} } é a matriz de conexões. A forma como as conexões entre os estados são feitas determina a dimensão do problema, é tanto
- um sistema d-dimensional (onde d é 1,2,3,...), onde qualquer estado está conectado com exatamente seu 2d mais próximos vizinhos, ou
- uma rede, onde cada par de estados pode ter uma conexão (dependendo das propriedades da rede).

Quando as conexões são simplesmente números, a equação mestre representa um esquema cinético, e o processo é Markoviano (qualquer salto de tempo da função densidade de probabilidade para o estado i é um exponencial, com uma taxa igual ao valor da conexão). Quando as conexões dependem do tempo atual (i.e. a matriz {\displaystyle \mathbf {A} } depende do tempo, {\displaystyle \mathbf {A} \rightarrow \mathbf {A} (t)} ), o processo não é Markoviano, e a equação mestre obedece,
{\displaystyle {\frac {d{\vec {P}}}{dt}}=\mathbf {A} (t){\vec {P}}.}